# Сургодське сільське поселення
Сурго́дське сільське поселення (рос. Сургодьское сельское поселение) — муніципальне утворення у складі Торбеєвського району Мордовії, Росія. Адміністративний центр — село Сургодь.

## Історія
Станом на 2002 рік існували Лопатинська сільська рада (село Лопатино, присілки Аксеновка, Гальчевка, Зарубята, Шмідовка) та Сургодська сільська рада (село Сургодь, присілок Черемушки, селище Майський).
17 травня 2018 року Лопатинське сільське поселення було ліквідоване, територія приєднана до складу Сургодського сільського поселення.

## Населення
Населення — 696 осіб (2019, 848 у 2010, 1020 у 2002).

## Склад
До складу поселення входять такі населені пункти:
| Населений пункт      | Населення, осіб (2002) | Населення, осіб (2010) |
| -------------------- | ---------------------- | ---------------------- |
| Аксьоновка, присілок | 134                    | 92                     |
| Гальчевка, присілок  | 89                     | 87                     |
| Зарубята, присілок   | 40                     | 34                     |
| Лопатино, село       | 281                    | 245                    |
| Майський, селище     | 9                      | 9                      |
| Сургодь, село        | 405                    | 341                    |
| Черемушки, присілок  | 13                     | 0                      |
| Шмідовка, присілок   | 49                     | 40                     |